# Engelina
Engelina (født Engelina Andrina Larsen 1978 på Bornholm) er en dansk sangskriver og sanger. Engelina fik sit gennembrud som sanger og sangskriver på DJ Encores "I See Right Through to You", som opnåede en førsteplads på den danske hitliste 2001 og var titelsang til Big Brother. Efterfølgende udgav hun albummet Intuition (2002) sammen med DJ Encore, som solgte over 25.000 eksemplarer. Siden 2005 har hun sunget kor for Anne Linnet.
Hun har siden 2007 skrevet sange for udenlandske kunstnere som Kylie Minogue, Eric Saade, Sash! og Basshunter og danske kunstnere som Medina, Clemens, The Storm, Svenstrup & Vendelboe, Kato, Electric Lady Lab, Alexander Brown, Anthony Jasmin og Patrick Spiegelberg.
Engelina var i 2012 den tredjemest spillede danske komponist i Danmark.
I 2013 sang hun på Clemens' platin-hit "Har du noget at sige", Svenstrup & Vendelboes "Festen er forbi" og Rune RKs "Are You Burning".
Engelina har haft flere sange med i Dansk Melodi Grand Prix. I 2012-udgaven blev "Take Our Hearts" sunget af Jesper Nohrstedt nummer to. Engelina deltog som sangskriver med to sange ved Dansk Melodi Grand Prix 2014: "Vi finder hjem" med Emilie Moldow og "She's the One" med Danni Elmo. I 2015 grundlagde Engelina pladeselskabet Slick.Boutique sammen med produceren Johannes Jules Wolfson fra Nexus Music. Deres første udgivelse var debutalbummet Unge øjne (2015) med Cisilia.
Engelina er datter af sangeren Ann-Cathrin og sangeren og sangskriveren Henning Larsen. Hun voksede op i Østerlars på Bornholm med sine to ældre søstre og gik i Østermarie Skole. Engelina var oprindeligt jazz- og soulsanger.